# Frunse (Slowjanoserbsk)
Frunse (ukrainisch und russisch Фрунзе – ukrainisch offiziell seit dem 12. Mai 2016 Sentjaniwka/Сентянівка) ist eine Siedlung städtischen Typs im Süden der ukrainischen Oblast Luhansk mit etwa 3300 Einwohnern.
Der Ort gehörte bis 2020 administrativ zum Rajon Slowjanoserbsk, das ehemalige Rajonszentrum Slowjanoserbsk ist 17 Kilometer östlich gelegen, die Oblasthauptstadt Luhansk befindet sich 41 Kilometer südöstlich des Ortes, durch den Ort verläuft der Fluss Luhan.
Frunse wurde 1930 durch den Zusammenschluss mehrerer Dörfer als Tajissiwka (Таїсівка) gegründet, erhielt 1938 den Status einer Siedlung städtischen Typ, gleichzeitig wurde sie auf den heutigen Namen umbenannt. Zwischen 1949 und 1966 war der Ort das Rajonszentrum des gleichnamigen Rajons Frunse, bevor dieser zum Rajon Slowjanoserbsk wurde, seit Sommer 2014 ist der Ort im Verlauf des Ukrainekrieges durch Separatisten der Volksrepublik Lugansk besetzt.
Am 11. Februar 2015 wurde das Dorf Scholobok (Жолобок) aus dem Siedlungsratsgebiet von Frunse herausgelöst und dem Rajon Popasna angeschlossen.

## Verwaltungsgliederung
Am 12. Juni 2020 wurde die Siedlung ein Teil der neugegründeten Stadtgemeinde Kadijiwka, bis dahin bildete die Siedlung zusammen mit dem Dorf Datschne (Дачне) die gleichnamige Siedlungsratsgemeinde Frunse (Фрунзенська селищна рада/Frunsenska selyschtschna rada) im Rajon Slowjanoserbsk.
Am 17. Juli 2020 wurde der Ort ein Teil des Rajons Altschewsk.